# Station Whittlesford Parkway
Whittlesford Parkway is een spoorwegstation in Whittlesford in Engeland. Het station is eigendom van Network Rail en wordt beheerd door Greater Anglia.
Het station werd geopend in 1845 en herbouwd tussen 1877 en 1890. Tot 2007 heette het Whittlesford. 